# Audre Lorde
Audre Lorde (/ˈɔːdri lɔːrd/; født Audrey Geraldine Lorde; 18. februar, 1934 – 17. november, 1992) var en amerikansk forfatter, feminist, bibliotekar og aktivist eller med egne ord "sort, lesbisk, mor, kriger og digter" der dedikerede meget af sit liv til at konfrontere og gøre noget ved de uretfærdigheder der er forbundet med racisme, sexisme, klassesamfund og homofobi.
Som digter er hun bedst kendt for sin tekniske beherskelse og følelsesmæssige udtryk samt de digte, der udtrykker vrede og forargelse over de uretfærdigheder, hun var vidne til gennem livet. Hendes digte og prosa behandler især spørgsmål og emner forbundet til racial lighed, feminisme, lesbiskhed, sygdom og handicap samt udforskelsen af sort, kvindelig identitet.

## Værker

### Bøger
- The First Cities. New York City: Poets Press. 1968. OCLC 12420176.
- Cables to Rage. London: Paul Breman. 1970. OCLC 18047271.
- From a Land Where Other People Live. Detroit: Broadside Press. 1973. ISBN 978-0-910296-97-7.
- New York Head Shop and Museum. Detroit: Broadside Press. 1974. ISBN 978-0-910296-34-2.
- Coal. New York: W. W. Norton Publishing. 1976. ISBN 978-0-393-04446-1.
- Between Our Selves. Point Reyes, California: Eidolon Editions. 1976. OCLC 2976713.
- Hanging Fire. 1978.
- The Black Unicorn. New York: W. W. Norton Publishing. 1978. ISBN 978-0-393-31237-9.
- The Cancer Journals. San Francisco: Aunt Lute Books. 1980. ISBN 978-1-879960-73-2.
- Uses of the Erotic: the erotic as power. Tucson, Arizona: Kore Press. 1981. ISBN 978-1-888553-10-9.
- Chosen Poems: Old and New. New York: W. W. Norton Publishing. 1982. ISBN 978-0-393-30017-8.
- Zami: A New Spelling of My Name. Trumansburg, New York: The Crossing Press. 1983. ISBN 978-0-89594-122-0.
- Sister Outsider: Essays and Speeches. Trumansburg, New York: The Crossing Press. 1984. ISBN 978-0-89594-141-1. (reissued 2007)
- Our Dead Behind Us. New York: W. W. Norton Publishing. 1986. ISBN 978-0-393-30327-8.
- A Burst of Light. Ithaca, New York: Firebrand Books. 1988. ISBN 978-0-932379-39-9.
- The Marvelous Arithmetics of Distance. New York: W. W. Norton Publishing. 1993. ISBN 978-0-393-03513-1.
- I Am Your Sister: Collected and Unpublished Writings of Audre Lorde. Oxford New York: Oxford University Press. 2009. ISBN 978-0-19-534148-5.
- Your Silence Will Not Protect You : Essays and Poems. Silver Press. 2017. ISBN 9780995716223.

### Bogkapitler
- McClintock, Anne; Mufti, Aamir; Shohat, Ella, red. (1997), "Age, race, class, and sex: women redefining difference", Dangerous liaisons: gender, nation, and postcolonial perspectives, Minnesota, Minneapolis: University of Minnesota Press, s. 374–80, ISBN 978-0-8166-2649-6.

### Interview
- "Interview with Audre Lorde", i Against Sadomasochism: A Radical Feminist Analysis, red. Robin Ruth Linden (East Palo Alto, Calif.: Frog in the Well, 1982.), s. 66–71 ISBN 0-9603628-3-5, OCLC 7877113

### Biografiske film
- A Litany for Survival: The Life and Work of Audre Lorde (1995) Arkiveret 2. oktober 2018 hos  Wayback Machine. Dokumentar af Michelle Parkeson.
- The Edge of Each Other's Battles: The Vision of Audre Lorde (2002). Dokumentar af Jennifer Abod.
- Audre Lorde – The Berlin Years 1984 to 1992 (2012). Dokumentar af Dagmar Schultz.

1. ↑  Audre Lorde | Poetry Foundation
2. ↑  Audre Lorde · LGBT African Americans (2014), by Kali Henderson and Dionn McDonald · OutHistory